# Jean Berthoud
Pour les articles homonymes, voir Berthoud (homonymie).
Jean Berthoud (né en 1961) est un banquier suisse, directeur général de la banque Bonhôte & Cie de 1990 à 2010, puis président du conseil d'administration de l'établissement depuis cette date. En parallèle de ses activités au sein de la banque Bonhôte, il occupe ou a occupé plusieurs mandats complémentaires, notamment en tant que membre du comité des sanctions de la bourse suisse, membre du conseil d'administration de l'association suisse des banquiers et élu local au conseil général de la ville de Neuchâtel.

## Biographie

### Études et premières fonctions
Jean Berthoud naît en 1961 à Neuchâtel. Il grandit à Paris puis revient en Suisse pour effectuer ses études à l'université de Neuchâtel, dont il obtient une licence en sciences économiques en 1984,. Il part alors à New York où il intègre la Columbia University Business School, dont il ressort diplômé d'un MBA en 1986,. Au cours de sa formation, il intègre le département Sales & Trading de Salomon Brothers, toujours à New York.
Il entre ensuite chez J.P. Morgan en 1987, où il occupe le poste de sous directeur, gestionnaire de portefeuille et responsable de la clientèle internationale à Genève et Zurich.

### Carrière à la banque Bonhôte
Dès l'âge de 22 ans, Jean Berthoud envisage de reprendre à son compte la banque Bonhôte de Neuchâtel, dont il est client, et rencontre alors Claude Bonhôte à Paris pour lui faire part d'une proposition de reprise, mais le directeur de la banque décline cette proposition du fait de la jeunesse de son interlocuteur,. En 1987-1988, la banque est cédée à la société Cortaillod Holding. Jean Berthoud se rapproche alors du nouvel actionnaire pour lui faire part de ses projets pour l'établissement. Cortaillod Holding le nomme directeur général de la banque en 1990, à l'âge de 29 ans,. L'objectif principal est alors de développer et moderniser l'établissement, qui constitue la dernière banque privée de Neuchâtel et ne bénéficie encore d'aucune informatisation,.
Un droit d'option, négocié lors de sa prise de fonction, lui permet de monter progressivement au capital de l'établissement. En 1992, il rachète finalement la majorité du capital de la banque à Cortaillod Holding, aux côtés d'investisseurs privés neuchâtelois. En tant qu'actionnaire principal de Bonhôte, il devient également président des sociétés du groupe Bonhôte Trust à Neuchâtel et à Londres.
En janvier 2010, il quitte la direction de la banque et prend la fonction de président de son conseil d'administration.

### Mandats administratifs
En parallèle de ses activités à la banque Bonhôte, Jean Berthoud siège au sein de plusieurs organes financiers, associations ou conseils d'administration.
Il est élu depuis 2006 comme membre de la commission des sanctions de SIX Swiss Exchange, opérateur de la bourse suisse. En 2010, il est nommé membre du conseil d'administration de l'association suisse des banquiers (ASB),. À ce titre, il accompagne notamment en 2017 le conseiller fédéral Ueli Maurer en Asie où il rencontre le gouverneur de la Banque populaire de Chine. Il est également membre du comité de l'association de banques suisses de gestion,. En juin 2022, il devient Trésorier et Président du comité d’audit de l’Association suisse des banquiers. 
En décembre 2019, Jean Berthoud rejoint le Preservation Society of Newport County's International Council , et en septembre 2021, il devient membre du conseil de la Fondation pour l'Université de Neuchâtel. 
Il assume également le rôle de membre du conseil d'administration de la société d'horlogerie de luxe La Montre Hermès, président de la Fondation de la société neuchâteloise de sciences économiques,, membre de la Fondation Guy de Pourtalès et membre de la Fondation helvétique de bienfaisance. Il a enfin également siégé au Conseil de l'Université de Neuchâtel.

## Engagements locaux
En 1993, Jean Berthoud est élu au conseil général de la ville de Neuchâtel, où il siège pendant six ans sous l'étiquette du parti libéral suisse. Fin connaisseur de l'histoire de sa ville natale et féru d'œuvres d'art, il s'illustre à plusieurs reprises dans la défense du patrimoine de Neuchâtel,. Outre sa volonté que la banque Bonhôte « demeure entre des mains neuchâteloises », dont il fait part à Claude Bonhôte lors de leur première rencontre,, il a notamment fait revenir dans la ville une pendule d'Abram Pétremand construite sur place en 1709. Lors du lancement du fonds Bonhôte-Immobilier en 2006 par la banque Bonhôte, il explique également que les investissements du fonds permettront de reverser plusieurs millions de francs suisses aux finances cantonales sous forme de droits de mutation.